# NXT TakeOver: Toronto 2019
NXT TakeOver: Toronto (2019) was een professioneel worstelshow en WWE Network evenement dat georganiseerd werd door WWE voor hun NXT brand. Het was de 26ste editie van NXT TakeOver en vond plaats op 10 augustus 2019 in het Scotiabank Arena in Toronto, Ontario, Canada. Dit was het tweede en laatste evenement onder de NXT TakeOver: Toronto chronologie.

## Matches
| Nr. | Match                                                                                                 | Winnaar(s)      | Opmerkingen                                                                                       | Bron  |
| --- | --- | --------------- | ------------------------------------------------------------------------------------------------- | ----- |
| 1N  | Breezango (Tyler Breeze & Fandango) vs. The Forgotten Sons (Wesley Blake & Steve Cutler)              | Breezango       | Tag team match. Opgenomen voor een toekomende aflevering van NXT.                                 | [ 2 ] |
| 2N  | Jordan Myles vs. Cameron Grimes                                                                       | Jordan Myles    | Toernooi finale van de NXT Breakout Tournament. Opgenomen voor een toekomende aflevering van NXT. | [ 2 ] |
| 3   | Street Profits (Angelo Dawkins & Montez Ford) (c) vs. The Undisputed Era (Kyle O'Reilly & Bobby Fish) | Street Profits  | Tag team match voor het NXT Tag Team Championship.                                                | [ 3 ] |
| 4   | Io Shirai vs. Candice LeRae                                                                           | Io Shirai       | Eén-op-één match. Shirai won door TKO.                                                            | [ 3 ] |
| 5   | Velveteen Dream (c) vs. Pete Dunne vs. Roderick Strong                                                | Velveteen Dream | Triple threat match voor het NXT North American Championship.                                     | [ 3 ] |
| 6   | Shayna Baszler (c) vs. Mia Yim                                                                        | Shayna Baszler  | Eén-op-één match voor het NXT Women's Championship. Baszler won door submission.                  | [ 3 ] |
| 7   | Adam Cole (c) (2) vs. Johnny Gargano (1)                                                              | Adam Cole       | 2-out-of-3falls match voor het NXT Championship.                                                  | [ 3 ] |